# Gyula Mándi
Gyula Mándi (Budapest, 21 gennaio 1899 – Budapest, 18 ottobre 1969) è stato un allenatore di calcio e calciatore ungherese, di ruolo difensore.

## Carriera

### Giocatore

#### Club
Iniziò la carriera da calciatore nel Ferencváros, con cui però in tre stagioni non riuscì mai a ritagliarsi un posto da titolare. Passò allora ai rivali cittadini del MTK Budapest, a cui avrebbe legato il suo nome in maniera indissolubile. Si ritrovò infatti parte di una squadra fortissima, di cui facevano parte molti dei migliori giocatori ungheresi del periodo, e che già prima del suo arrivo aveva vinto 4 campionati di fila. Mándi si impose subito come terzino titolare, e o rimase per tutti i 6 anni seguenti nei quali l'MTK continuò a dominare il campionato (perse solo 9 incontri in totale e ottenne in tutte le stagioni il titolo di campione).
Con l'introduzione del calcio professionistico la squadra venne rinominata MTK Hungária e Mándi ne rimase uno dei pilastri. Pur rimanendo una delle compagini più forti del paese vide interrotto il suo dominio assoluto e Mándi ebbe occasione di vincere soltanto altri tre titoli nazionali (1928–29, 1935–36, 1936–37) prima del ritiro, avvenuto a 38 anni nel 1937.

#### Nazionale
Debuttò in nazionale nel 1921 contro la Germania. Anche lì divenne subito titolare fisso, solitamente a fianco di Károly Fogl. Nel 1924 ebbe occasione di partecipare ai Giochi Olimpici, dove l'Ungheria partì con buone ambizioni ma venne eliminata di sorpresa dall'Egitto al secondo turno. Mándi fu in campo in entrambe le partite giocate dai suoi nella competizione. A causa di un infortunio al ginocchio tornò a giocare con regolarità in Nazionale solo a partire dal 1929 e giocò alcune partite sia in occasione della Coppa Internazionale 1927-1930 che di quella 1931-1932.

### Allenatore
Dopo il ritiro lavorò per la Federazione fino al 1950, quando venne formalmente nominato allenatore della nazionale. Fu in realtà soltanto allenatore di campo, subordinato alle decisioni di Gusztáv Sebes che, forte della carica di vice.ministro dello sport, pianificò e gestì interamente il leggendaria Squadra d'oro. Dopo la dissoluzione di quella squadra a causa della Rivoluzione ungherese del 1956 si trasferì in Sud America ad allenare l'América di Rio de Janeiro, senza ottenere risultati soddisfacenti. Fu poi ct della nazionale israeliana, che portò al secondo posto nella Coppa d'Asia 1960.

## Statistiche

### Cronologia presenze e reti in nazionale
| Cronologia completa delle presenze e delle reti in nazionale ― Ungheria | Cronologia completa delle presenze e delle reti in nazionale ― Ungheria | Cronologia completa delle presenze e delle reti in nazionale ― Ungheria | Cronologia completa delle presenze e delle reti in nazionale ― Ungheria | Cronologia completa delle presenze e delle reti in nazionale ― Ungheria | Cronologia completa delle presenze e delle reti in nazionale ― Ungheria | Cronologia completa delle presenze e delle reti in nazionale ― Ungheria | Cronologia completa delle presenze e delle reti in nazionale ― Ungheria |
| Data                                                                    | Città                                                                   | In casa                                                                 | Risultato                                                               | Ospiti                                                                  | Competizione                                                            | Reti                                                                    | Note                                                                    |
| ----------------------------------------------------------------------- | ----------------------------------------------------------------------- | ----------------------------------------------------------------------- | ----------------------------------------------------------------------- | ----------------------------------------------------------------------- | ----------------------------------------------------------------------- | ----------------------------------------------------------------------- | ----------------------------------------------------------------------- |
| 5-6-1921                                                                | Budapest                                                                | Ungheria                                                                | 3 – 0                                                                   | Germania                                                                | Amichevole                                                              | -                                                                       |                                                                         |
| 6-11-1921                                                               | Budapest                                                                | Ungheria                                                                | 4 – 2                                                                   | Svezia                                                                  | Amichevole                                                              | -                                                                       |                                                                         |
| 18-12-1921                                                              | Budapest                                                                | Ungheria                                                                | 1 – 0                                                                   | Polonia                                                                 | Amichevole                                                              | -                                                                       |                                                                         |
| 30-4-1922                                                               | Budapest                                                                | Ungheria                                                                | 1 – 1                                                                   | Austria                                                                 | Amichevole                                                              | -                                                                       |                                                                         |
| 15-6-1922                                                               | Budapest                                                                | Ungheria                                                                | 1 – 1                                                                   | Svizzera                                                                | Amichevole                                                              | -                                                                       | 47’                                                                     |
| 2-7-1922                                                                | Bochum                                                                  | Germania                                                                | 0 – 0                                                                   | Ungheria                                                                | Amichevole                                                              | -                                                                       |                                                                         |
| 9-7-1922                                                                | Stoccolma                                                               | Svezia                                                                  | 1 – 1                                                                   | Ungheria                                                                | Amichevole                                                              | -                                                                       |                                                                         |
| 19-8-1923                                                               | Budapest                                                                | Ungheria                                                                | 3 – 1                                                                   | Finlandia                                                               | Amichevole                                                              | -                                                                       |                                                                         |
| 23-9-1923                                                               | Budapest                                                                | Ungheria                                                                | 2 – 0                                                                   | Austria                                                                 | Amichevole                                                              | -                                                                       |                                                                         |
| 28-10-1923                                                              | Budapest                                                                | Ungheria                                                                | 2 – 1                                                                   | Svezia                                                                  | Amichevole                                                              | -                                                                       |                                                                         |
| 4-5-1924                                                                | Budapest                                                                | Ungheria                                                                | 2 – 2                                                                   | Austria                                                                 | Amichevole                                                              | -                                                                       |                                                                         |
| 18-5-1924                                                               | Zurigo                                                                  | Svizzera                                                                | 4 – 2                                                                   | Ungheria                                                                | Amichevole                                                              | -                                                                       |                                                                         |
| 26-5-1924                                                               | Parigi                                                                  | Ungheria                                                                | 5 – 0                                                                   | Polonia                                                                 | Olimpiadi 1924 - Qual.                                                  | -                                                                       |                                                                         |
| 29-5-1924                                                               | Saint-Ouen                                                              | Egitto                                                                  | 3 – 0                                                                   | Ungheria                                                                | Olimpiadi 1924 - Ottavi                                                 | -                                                                       |                                                                         |
| 31-8-1924                                                               | Budapest                                                                | Ungheria                                                                | 4 – 0                                                                   | Polonia                                                                 | Amichevole                                                              | -                                                                       |                                                                         |
| 26-12-1926                                                              | Oporto                                                                  | Portogallo                                                              | 3 – 3                                                                   | Ungheria                                                                | Amichevole                                                              | -                                                                       |                                                                         |
| 5-5-1929                                                                | Vienna                                                                  | Austria                                                                 | 2 – 2                                                                   | Ungheria                                                                | Amichevole                                                              | -                                                                       | Cap.                                                                    |
| 8-9-1929                                                                | Praga                                                                   | Cecoslovacchia                                                          | 1 – 1                                                                   | Ungheria                                                                | Coppa Internazionale 1927-1930                                          | -                                                                       |                                                                         |
| 6-10-1929                                                               | Budapest                                                                | Ungheria                                                                | 2 – 1                                                                   | Austria                                                                 | Amichevole                                                              | -                                                                       |                                                                         |
| 1-6-1930                                                                | Budapest                                                                | Ungheria                                                                | 2 – 1                                                                   | Austria                                                                 | Amichevole                                                              | -                                                                       |                                                                         |
| 8-6-1930                                                                | Budapest                                                                | Ungheria                                                                | 6 – 2                                                                   | Paesi Bassi                                                             | Amichevole                                                              | -                                                                       |                                                                         |
| 21-9-1930                                                               | Vienna                                                                  | Austria                                                                 | 2 – 3                                                                   | Ungheria                                                                | Amichevole                                                              | -                                                                       | Cap.                                                                    |
| 28-9-1930                                                               | Dresda                                                                  | Germania                                                                | 5 – 3                                                                   | Ungheria                                                                | Amichevole                                                              | -                                                                       | Cap.                                                                    |
| 22-3-1931                                                               | Praga                                                                   | Cecoslovacchia                                                          | 3 – 3                                                                   | Ungheria                                                                | Coppa Internazionale 1931-1932                                          | -                                                                       | Cap.                                                                    |
| 12-4-1931                                                               | Budapest                                                                | Ungheria                                                                | 6 – 2                                                                   | Svizzera                                                                | Coppa Internazionale 1931-1932                                          | -                                                                       | Cap.                                                                    |
| 3-5-1931                                                                | Vienna                                                                  | Austria                                                                 | 0 – 0                                                                   | Ungheria                                                                | Coppa Internazionale 1931-1932                                          | -                                                                       | Cap.                                                                    |
| 21-5-1931                                                               | Belgrado                                                                | Jugoslavia                                                              | 3 – 2                                                                   | Ungheria                                                                | Amichevole                                                              | -                                                                       | Cap.                                                                    |
| 20-9-1931                                                               | Budapest                                                                | Ungheria                                                                | 3 – 0                                                                   | Cecoslovacchia                                                          | Amichevole                                                              | -                                                                       | Cap.                                                                    |
| 4-10-1931                                                               | Budapest                                                                | Ungheria                                                                | 2 – 2                                                                   | Austria                                                                 | Coppa Internazionale 1931-1932                                          | -                                                                       | Cap.                                                                    |
| 19-2-1932                                                               | Il Cairo                                                                | Egitto                                                                  | 0 – 0                                                                   | Ungheria                                                                | Amichevole                                                              | -                                                                       | Cap.                                                                    |
| 24-4-1932                                                               | Vienna                                                                  | Austria                                                                 | 8 – 2                                                                   | Ungheria                                                                | Amichevole                                                              | -                                                                       | Cap.                                                                    |
| 29-4-1934                                                               | Budapest                                                                | Ungheria                                                                | 4 – 1                                                                   | Bulgaria                                                                | Qual. Mondiali 1934                                                     | -                                                                       | Cap.                                                                    |
| Totale                                                                  |                                                                         | Presenze                                                                | 32                                                                      |                                                                         | Reti                                                                    | 0                                                                       |                                                                         |

## Palmarès

### Giocatore

#### Club
- Campionato ungherese: 9

MTK: 1920, 1921, 1922, 1923, 1924, 1925, 1929, 1936, 1937
- Coppa d'Ungheria: 3

MTK: 1923, 1925, 1932